# Buldožer
Buldožer je jedna od najpotrebnijih mašina gotovo na svakom površinskom kopu, jer obavlja niz pomoćnih radova i operacija u proizvodnim procesima otkrivke, dobijanja i dr.
Buldožeri se po snazi dele na male (do 100 kW), srednje (100 - 250 kW) i velike (> 250 kW). Po uređaju za transport razlikuju se buldožeri na gusenicama i na točkovima koji mogu biti i zglobni. 
Po položaju i postavljanju radnog organa (pluga) za vreme rada razlikuju se buldožeri sa nepokretnim plugom u odnosu na podužnu osu osnovne mašine koji može da se pomera samo u vertikalnoj ravni, angldožeri sa pokretnim plugom koji se može postaviti i pod uglom u odnosu na podužnu osu osnovne mašine i tiltdožeri ukoliko se pokretni plug može naginjati za određeni ugao i u vertikalnoj ravni.
Buldožeri na točkovima naročito sa pogonom na sva četiri točka u poslednje vreme sve više potiskuju buldožere na gusenicama, naročito na lakšim radovima, većim udaljenostima transporta stenskog materijala i premeštanja, većoj razdaljini radilišta i površinskih kopova gde postižu znatno veći kapacitet i manje troškove. Veliki nedostatak buldožera na točkovima je ograničena vučna sila po uslovu adhezije točkova s podlogom, naročito na vlažnim glinovitim stenama i lošim klimatskim uslovima. Za takve uslove još uvek ostaju nezamenljivi buldožeri na gusenicama.

## Osnovni delovi buldožera su:
- traktor
- plug
- nož
- noseći ram
- riper
- paralelogramski nosač

Za pomoćne operacije na površinskim kopovima na osnovnu mašinu se mogu montirati i posebni radni uređaji za tandemski rad i za guranje skrepera. Radni organ buldožera - plug, može imati različit oblik u zavisnosti od materijala koji se otkopava, transportuje ili planira.

## Osnovni parametri buldožera
- nominalna vučna sila (P),
- eksploataciona masa (m) koja predstavlja zbir mase osnovne mašine i dodatnih radnih uređaja (15% - 25% mase mašine),
- brzina kretanja (prva brzina obično iznosi 2 - 3 km/h, a druga do 10 km/h za guseničare i 15 km/h i više za točkaše),
- srednje statičko opterećenje na tlo (q) q = g m/s (N/m2), (gde je: s - površina gusenica naleglih na tlo, (m2), g - sila zemljine teže, (m/s2 ) i položaj težišta buldožera

## Način rada
Buldozer vrši kopanje obično u prvom stepenu prenosa na taj način što spušta plug koji se zariva u tlo i odvaja rez debljine 20 - 50 cm zavisno od čvrstoće stene. Odvojeni stenski materijal se skuplja ispred pluga obrazujući vučnu prizrnu do njegove visine kada se podizanjem pluga prekida dalje kopanje, pa buldozer vrši samo transport (premeštanje). U procesu transporta se jedan deo stenskog materijala gubi, pa se zavisno od namene buldozera bira određeni oblik i dimenzije pluga.

## Varijante

### Oklopni buldožeri
Buldožeri koji se koriste za borbene inženjerske uloge često su opremljeni oklopom koji štiti vozača od vatrenog oružja i krhotina, omogućavajući buldožerima da rade u borbenim zonama. Najšire dokumentovana upotreba je militarizovani Caterpillar D9 Izraelskih odbrambenih snaga (IDF) za pomeranje zemlje, čišćenje prepreka na terenu, otvaranje ruta i detoniranje eksplozivnih punjenja. IDF su u velikoj meri koristile oklopne buldožere tokom Operacije Duga gde su korišćeni za iskorenjivanje tunela za krijumčarenje u Pojasu Gaze i uništavanje stambenih naselja, bunara i cevi za vodu, i poljoprivrednog zemljišta kako bi proširili vojnu tampon zonu duž Filadelfijske rute. Ova upotreba je izazvala kritike na račun upotrebe i dobavljanja oklopnih buldožera od strane organizacija za ljudska prava kao što su EWASH-koalicija i Čuvar ljudskih prava, od kojih je potonja pozvala Caterpillar da obustavi prodaju buldožera IDF. Izraelske vlasti su smatrale da je upotreba buldožera neophodna za iskorenjivanje tunela za krijumčarenje, uništavanje kuća koje koriste palestinski naoružani napadači i proširenje tampon zone.

## Istorija
Prvi buldožeri su adaptirani od Holtovih poljoprivrednih traktora koji su korišćeni za oranje polja. Svestranost traktora na mekom terenu za seču i izgradnju puteva doprinela je razvoju oklopnog tenka u Prvom svetskom ratu.
Godine 1923, farmer Džejms Kamings i crtač J. Erl Maklaud napravili su prve nacrte za buldožer. Replika je izložena u gradskom parku u Morouvilu u Kanzasu, gde su njih dvojica napravili prvi buldožer. Kamings i Maklaud su 18. decembra 1923. podneli američki patent br. 1,522,378 koji je kasnije izdat 6. januara 1925, za „priključak za traktore.“
Tokom godina, buldožeri su postajali sve veći i snažniji kao odgovor na potražnju za opremom pogodnom za sve veće zemljane radove. Firme kao što su Caterpillar, Komatsu, Clark Equipment Co,  Case, Euclid, Allis Chalmers, Liebherr, LiuGong, Terex, Fiat-Allis, John Deere, Massey Ferguson, BEML, XGMA, i International Harvester proizvodile su velike, guseničarske mašine za zemljane radove. R.G. LeTourneau i Caterpillar su proizvodili velike buldožere sa gumama.

### Hronologija
- Termin iz 19. veka koji se koristio u inženjerstvu za horizontalnu presu za kovanje
- Oko 1870-ih: U SAD, „bulldose“ je bila velika doza (naime, dovoljno velika da bude doslovno ili figurativno efikasna protiv bika) bilo koje vrste leka ili kazne.
- Do kasnih 1870-ih, „buldožirati“ i „buldožiranje“ su se koristili širom Sjedinjenih Država za opisivanje zastrašivanja „nasilnim i nezakonitim sredstvima“,[10] što je ponekad značilo ozbiljno bičevanje ili prinudu, ili drugo zastrašivanje, kao npr. vatrenim oružjem.[1] To je imalo posebno značenje u Južnim Sjedinjenim Državama kao bičevanje ili druga kazna za Afroamerikance da suzbiju izlaznost crnaca na predsedničkim izborima u Sjedinjenim Državama 1876. godine.[11][12][13]
- 1886: „Buldožer“ se odnosilo na pištolj velikog kalibra i osobu koja ga je držala.[1]
- Kasni 19. vek: „Buldožiranje“ je značilo korišćenje grube sile da se progura preko bilo koje prepreke ili da se probije kroz nju, s obzirom na to da se dva bika guraju jedni o druge u borbi za dominaciju.[1]
- 1930-ih: primenjeno na vozilo

## Proizvođači
Statistika industrije zasnovana na proizvodnji iz 2010. koju je objavilo Istraživanje van autoputa pokazuje da je Šantui bio najveći proizvođač buldožera, praveći preko 10.000 jedinica te godine ili dva od pet buldožera guseničara proizvedenih u svetu. Sledeći najveći proizvođač po broju jedinica je Caterpillar Inc., koji je proizveo 6.400 jedinica.
Komacu je predstavio D575A 1981. godine, D757A-2 1991. i D575A-3 2002. godine, koje kompanija reklamira kao najveći buldožer na svetu.

## Galerija
- Caterpillar D11N sa riperom sa duplom drškom[16]
- Buldožer za upravljanje čvrstim otpadom
- Britanski tenk Čelindžer 2 sa raonikom, 2020
- Buldožer Caterpillar D8 bez kabine
- Buldožer Prve traktorske kompanije i dalje je u funkciji 2012. na ostrvu Sinbu, Hajnan, Kina
- Zettelmeyer ZD 3001 buldožer na točkovima

## Literatura
- Trewhitt, Philip (1999). Armoured Fighting Vehicles. Dempsey-Parr. ISBN 1-84084-328-4.
- „Acco Dozer”. Flickr (на језику: енглески). Приступљено 2017-05-29.
- Acco Dozer (2013-03-10), Acco Dozer - the biggest dozer of the world, Архивирано из оригинала 2021-12-21. г., Приступљено 2017-05-29
- „Acco Dozer - Before the transport”. Flickr (на језику: енглески). 15. 5. 2012. Приступљено 2017-05-29.
- „Acco Dozer”. YouTube (на језику: енглески). Приступљено 2017-05-29.
- Earthmovers Magazine, October 2008, Page 17, - author Keith Haddock ISSN 1743-0372
- Haddock, Keith, (2000). - Colossal Earthmovers. - Osceola, Wisconsin: MBI. -  0-7603-0771-7
- Orlemann, Eric C.(2006). Caterpillar. St. Paul, Minnesota: MBI.  0-7603-2553-7.

## Spoljašnje veze
- The mechanism of a bulldozer Архивирано 2005-07-25 на сајту  (Short illustrated explanations, with flash animations, suitable for kids)
- Old engine Bulldozer pages photos
- When Bulldozers roamed the earth
- Архивирано на веб-сајту  (27. мај 2008)
- Caterpillar D-Series Track-Type Tractors — Official Caterpillar website
- Short review of large dozers